# Anders Peter Nielsen
Pour les articles homonymes, voir Nielsen.
Anders Peter Nielsen, né le 25 mai 1867 à Aarhus et mort le 16 avril 1950 à Copenhague, est un tireur sportif danois.

## Carrière
Anders Peter Nielsen remporte trois médailles d'argent aux épreuves de tir aux Jeux olympiques d'été de 1900 se tenant à Paris (en rifle d'ordonnance 300 mètres trois positions, à genoux et couché), ce qui constitue le record de médailles emportées par un Danois lors d'une même édition des Jeux. Aux Jeux olympiques d'été de 1920 à Anvers, il est sacré champion olympique en 300 mètres rifle libre debout par équipes.